# Graph Exchange XML Format
Das Graph Exchange XML Format – kurz GEXF bzw. .gexf – ist ein Dateiformat zur Spezifizierung, Speicherung und Übertragung von Graphen. Es unterstützt dynamische (das heißt: sich mit der Zeit ändernde) Graphen, wie auch hierarchisch organisierte/geclusterte Graphen. Es wird insbesondere vom Softwarepaket Gephi genutzt, um dynamische Graphen zu importieren.

## Lizenzierung der .gexf Beispiele
Die GEXF Arbeitsgruppe, welche die Website gexf.net betreut, behält sich gewisse Rechte bezüglich der Website-Inhalte vor. Diese sind relativ frei verfügbar gemacht, stehen aber unter der Lizenz Creative Commons Attribution-ShareAlike 3.0 Unported, welche auf creativecommons.org kurz zusammengefasst wird. Da die folgenden GEXF-Beispiele großteils auf gexf.net basieren, aber doch verändert sind, fallen auch diese Textstücke unter diese Lizenz.

## Funktionsweise
Das folgende simple Beispiel kodiert einen statischen, gerichteten Graphen mit zwei Knoten (gelabelt „Hello“ und „World“), mit einer Kante von ersterem zu zweiterem Knoten, sowie gewisse Metadaten:
```
<?xml version="1.0" encoding="UTF-8"?>

<gexf
 
xmlns=
"http://gexf.net/1.3"
 
version=
"1.3"
>

    
<meta
 
lastmodifieddate=
"2023-09-23"
>

        
<creator>
gexf.net,
 
Wikipedia
 
community
</creator>

        
<description>
Eine
 
beinahe
 
minimale
 
.gexf
 
Datei
</description>

    
</meta>

    
<graph
 
mode=
"static"
 
defaultedgetype=
"directed"
>

        
<nodes>

            
<node
 
id=
"0"
 
label=
"Hello"
 
/>

            
<node
 
id=
"1"
 
label=
"World"
 
/>

        
</nodes>

        
<edges>

            
<edge
 
source=
"0"
 
target=
"1"
 
/>

        
</edges>

    
</graph>

</gexf>

```

Dynamische Graphen (bzw. die Präsenzzeiten einzelner Knoten, Kanten, oder Attribute) können auf verschiedene Weisen angegeben werden. Eine Variante ist, den Graph in mode="dynamic" zu setzen und Präsenzen als Liste von Intervallen – in sogenannten spells – anzugeben:
```
<gexf
 
xmlns=
"http://gexf.net/1.3"
 
version=
"1.3"
>

    
<meta
 
/>

    
<graph
 
mode=
"dynamic"
 
timerepresentation=
"interval"
 
timeformat=
"date"
>

        
<nodes>

            
<node
 
id=
"0"
 
label=
"Ein temporär verschwindender Knoten"
>

                
<spells>

                    
<spell
 
start=
"2000-01-01"
 
end=
"2005-12-31"
 
/>

                    
<spell
 
start=
"2010-01-01"
 
/>

                
</spells>

            
</node>

            
<node
 
id=
"1"
>

            
</node>

        
</nodes>

        
<edges>

            
<edge
 
source=
"0"
 
target=
"1"
>

                
<spells>

                    
<spell
 
start=
"2010-01-01"
 
end=
"2020-12-31"
/>

                
</spells>

            
</edge>

        
</edges>

    
</graph>

</gexf>

```

Das fehlende end Attribut des zweiten spells ist dabei so zu interpretieren, dass der Knoten nicht mehr verschwindet, seine „Lebenszeit“ nach dem 1. Januar 2010 also unendlich ist.